# Kornel Mościcki
Kornel Mościcki – polski prawnik, urzędnik.

## Życiorys
Ukończył studia prawnicze. W okresie zaboru austriackiego w ramach autonomii galicyjskiej wstąpił do c. k. służby sądowniczej. W latach 90. XIX wieku przebywał na okupowanym przez Austro-Węgry terytorium Bośni i Hercegowiny.
W 1911 był komisarzem do sprostowania ksiąg gruntowych (extra statum) w C. K. Sądzie Obwodowym w Rzeszowie. W 1918 był radcą sądu krajowego w Rzeszowie. Był członkiem zwyczajnym rzeszowskiego gniazda Polskiego Towarzystwa Gimnastycznego „Sokół”.
Jego żoną była Jadwiga z domu Radomyska, z którą miał trzech synów – oficerów Wojska Polskiego: Adriana (1895–1918?), Klemensa (1897?–1920) i Sobiesława (1900-1940). 

## Odznaczenia
- Kawaler Orderu Franciszka Józefa – Austro-Węgry (1903)[3].